# Cockiness (Love It)
"Cockiness (Love It)" é uma canção da cantora barbadense Rihanna, gravada para o seu sexto álbum de estúdio Talk That Talk. Foi composta pela própria artista, juntamente com Candice Pillay, D. Loernathy e Shondrae Crawford, sendo que a produção esteve a cargo deste último. A sua gravação decorreu em 2011 no Hotel Sofitel, em Paris. Devido às descargas digitais posteriores ao lançamento do disco, conseguiu entrar na tabela musical Gaon International Chart da Coreia do Sul e UK Singles Chart do Reino Unido.
A canção possui amostras da versão de "Summertime" de Greg Kinnear, do filme de comédia de 2003, Stuck On You. A Canção original é de Billy Stewart, onde foi lançada em 1935 a primeira versão apenas instrumental(jazz), e primeira versão cantada em 1966.

## Antecedentes
Após o lançamento e aclamação do álbum anterior de Rihanna, Loud, a cantora revelou através da rede social Twitter que este seria relançando com novas músicas no outono de 2011, escrevendo que "a era Loud continuaria com novas canções para adicionar à colecção". Em Setembro de 2011, Rihanna afirmou no Twitter que os planos para o relançamento tinham sido cancelados, completando que "[Eu] tinha pensado num relançamento, mas Loud tem o seu próprio corpo de trabalho, e como trabalham no duro merecem algo novo".
Em Agosto de 2011, durante uma entrevista com a Mixtape Daily, o produtor Verse Simmonds pertencente à dupla The Juggernauts, que anteriormente escreveram e produziram "Man Down" do álbum Loud, revelaram que a cantora estava em fase de conclusão do seu sexto disco de originais. O duo também confirmou que tinha escrito dois temas que poderiam ser incluídos no projecto, além de que estavam interessados em escrever um terceiro devido ao estarem "excitados" pela artista ter gostado do seu trabalho. Em 15 de Setembro de 2011, Rihanna confirmou que — as sessões de gravação estavam ocorrendo —, em resposta a um fã através do seu perfil no Twitter, confidenciou que o álbum seria lançado no outono (hemisfério norte).

## Remistura com ASAP Rocky
"Cockiness (Love It)" foi oficialmente remisturado com versos pelo rapper norte-americano ASAP Rocky. O canal televisivo MTV confirmou que a nova versão seria lançada a 6 de Setembro de 2012 na iTunes Store e que Rihanna iria interpretar a canção na abertura dos MTV Video Music Awards de 2012 em conjunto com "We Found Love" com a participação de Calvin Harris.

## Desempenho nas tabelas musicais

### Posições
| Tabela musical (2011)                                     | Melhor posição |
| --------------------------------------------------------- | -------------- |
| Coreia do Sul - Gaon International Chart                  | 62             |
| Estados Unidos - Billboard Bubbling Under Hot 100 Singles | 17             |
| Reino Unido - UK Singles Chart                            | 121            |
| Reino Unido - UK R&B Singles Chart                        | 33             |

## Créditos
Todo o processo de elaboração da canção atribui os seguintes créditos pessoais:
- Rihanna – vocalista principal, composição;
- Candice Pillay - composição;
- D. Loernathy - composição;
- Shondrae "Bangladesh" Crawford - composição, produção, instrumentos;
- Kuk Harrell -  produção e gravação vocal;
- Marcos Tovar - gravação vocal;
- Jennifer Rosales - assistente de gravação vocal;
- Fabian Marasciullo - mistura;
- Ghazi Hourani - assistente de engenharia de mistura.